# 林國相
林國相（1550年—1603年），字廷贊，号燮轩，福建福州府閩縣人，明朝政治人物。萬曆癸未進士，官至山西參政。

## 生平
萬曆七年（1579年）己卯科福建鄉試第八十三名舉人，萬曆十一年（1583年）癸未科會試第一百六十二名，二甲四十八名進士。大理寺觀政，十三年授户部主事，榷税崇文门。十七年升员外郎，本年升郎中，万历十八年（1590）担任广东惠州府知府。萬曆二十二年（1594年）卸任。，二十三年遷河东运使，三十年升山西左参政，分守河东。三十一年因病归省。行至桐庐，病重，堅持抵家，口不能言，目视父母而卒。年五十四歲。

## 家族
曾祖父林汝生；祖父石椿公林錋；父親慕椿公林謙。母許氏。具庆下。弟林國棟。從弟林仕钊，舉人、贡士。